# Helge Scheuer
Helge Scheuer (6. december 1924 på Nørrebro – 26. december 2011) var en dansk skuespiller.
Han var uddannet fra Aalborg Teater med efterfølgende engagement ved teatret. Her fik han med stor succes mulighed for at prøve kræfter med adskillige store roller, bl.a. Candida (B. Shaw), Henrik i Den politiske Kandestøber og Biff i "En sælgers Død). Fra 1959 blev hans faste arbejdsplads Det kongelige Teater, hvor han var ansat i mere end 40 år. I hovedparten af årene investerede han mange kræfter i det faglige arbejde som formand for Opera- og Skuespillerforeningen på teatret og opnåede store resultater til gavn for personalet. Han har dog også fået mulighed for at få roller i forbindelse med Grønnegårdsteatrets opførelser og i skuespil på Gladsaxe Teater. Han har bl.a. medvirket i Peer Gynt, Som man behager og Kameliadamen.
I tv har man kunnet opleve Helge Scheuer i bl.a. Løgnhalsen, Ka' De li' østers?, Strandvaskeren, Gøngehøvdingen, Bryggeren, TAXA, Hvide løgne og Forsvar.
Han er begravet på Sorgenfri Kirkegård.

## Udvalgt filmografi
- Jetpiloter – 1961
- Løgn og løvebrøl – 1961
- Det tossede paradis – 1962
- Søskende – 1966
- I morgen, min elskede – 1971
- Hærværk – 1977
- Peter von Scholten – 1987
- Oskar og Josefine – 2005
- Vakuum – 2005